# Завод суперфосфату у Вангануї

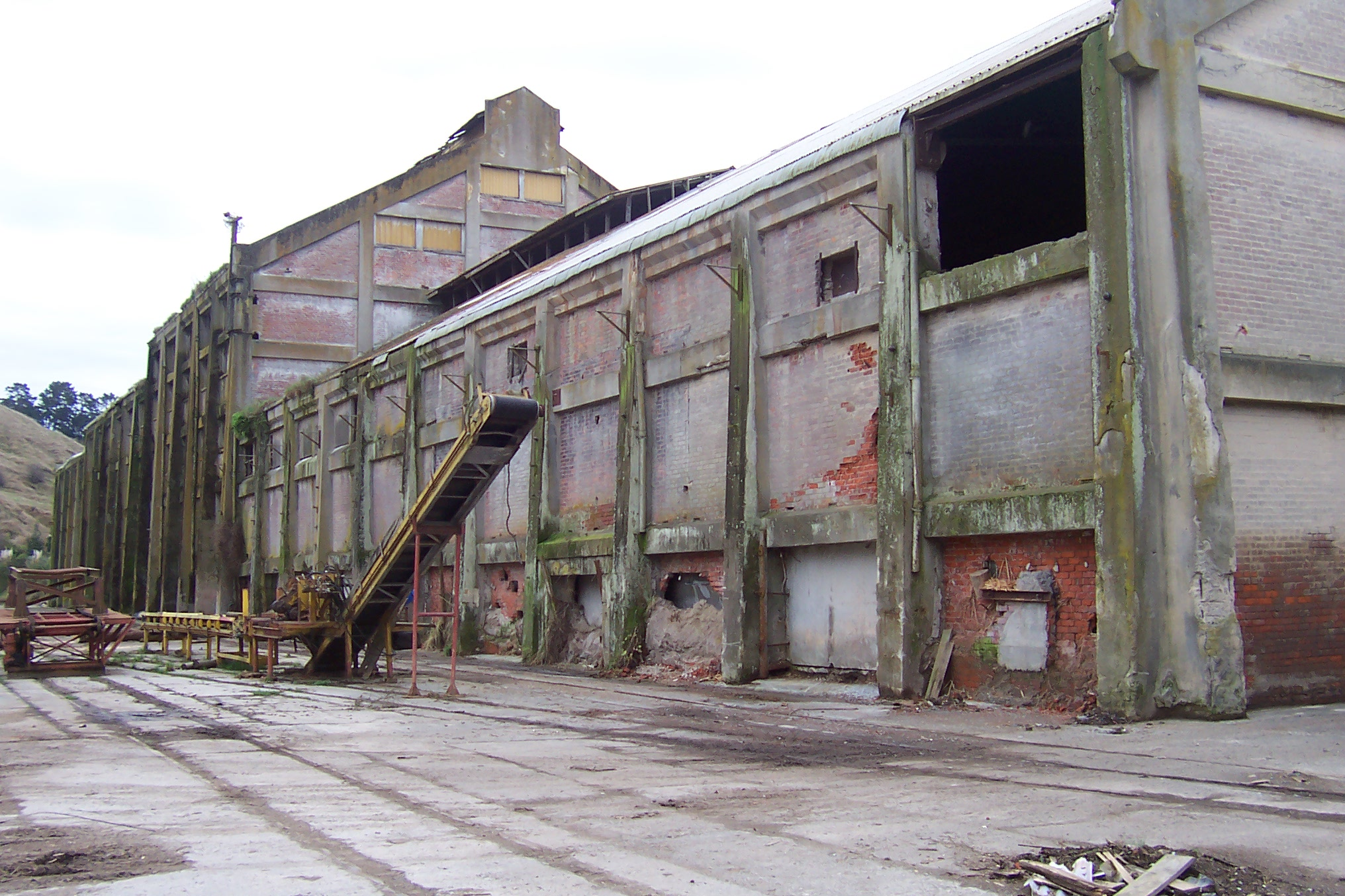
Руїни заводу, 2017 рік

Завод суперфосфату у Вангануї — колишнє підприємство хімічної промисловості на Північному острові Нової Зеландії. Також відоме як завод у Арамохо.
Завод ввела в дію у 1925 році компанія Kempthorne Prosser, яка до того вже запустила три новозеландські майданчики з виробництва суперфосфату ( з них два – у Бернсайді та Вестфілді – почали діяти ще в 19 столітті, а третій у Хорнбі відкрився за кілька років до заводу у Ванагнуї).
Станом на кінець 1940-х потужність майданчику в Арамохо становила 90 тисяч тонн суперфосфату, при цьому фактично в 1947/1948 фінансовому році виробили 74 тисячі тонн. 
Технологія випуску суперфосфату передбачає обробку фосфоритів сульфатною кислотою, яку так само продукували в Вангануї. Зокрема, відомо, що в 1976 – 1977 роках тут велось будівництво нового цеху з виробництва кислоти.
Втім, вже у 1980-х промисловість добрив Нової Зеландії потрапила у серйозну кризу (зокрема, через припинення державних субсиді), що призвело до закриття цілого ряду виробничих майданчиків, серед яких був і завод у Вангануї.